# Hoằng Yểu
Hoằng Yểu (tiếng Trung: 閎夭; bính âm: Hong Yao), khai quốc công thần Tây Chu, cùng Khương Thượng, Thái Điên, Tán Nghi Sinh xưng Văn Vương tứ hữu.

## Cuộc đời
Hoằng Yểu là bề tôi của Cơ Xương. Hoằng Yểu được mô tả là có chòm râu dài xồm xuề đến mức che khuất cả khuôn mặt.
Khi Cơ Xương bị cầm tù ở Dũ Lý, Hoằng Yểu ra kế, dâng mỹ nữ của tộc Hữu Sân, ngựa có vằn của Ly Nhung cho vua Tử Thụ, cứu Cơ Xương khỏi Triều Ca.
Cơ Xương chết, Hoằng Yểu theo Cơ Phát diệt nhà Thương, phụng mệnh đến viếng mộ vương tử Tỷ Can, được khen là hiền thần.